# Olli Miettinen
Olavi (Olli) Miettinen, född 18 april 1899 i Viborg, död 16 september 1969 i Jyväskylä, var en finländsk målare.
Miettinen erhöll sin konstutbildning dels i födelsestaden Viborg, där han 1914–1918 studerade för Uuno Alanko vid Viborgs konstvänners ritskola, dels i Helsingfors, där han 1921–1924 läste vid Finska Konstföreningens ritskola. Sin första utställning hade han 1926. I slutet av 1920-talet genomförde han en studieresa till Paris. Åren  1946–1953 och 1957–1959 undervisade han vid Finlands konstakademis skola.
Till en början präglades Miettinens måleri av en brunaktig färgskala och abstrakta former; ett av hans mest kända verk från denna period är Knäckebrödsstilleben, 1931. I början av 1940-talet övergick han dock till att måla landskap och stilleben. Ett ofta återkommande motiv i landskapsmålningarna är Mierola bro i Hattula och i stillebenen – flaskor. Han är representerad vid Finlands nationalgalleri Ateneum i Helsingfors.
Han tilldelades Pro Finlandia-medaljen 1953.

## Offentliga uppdrag i urval
- altartavla i Utajärvi kyrka, 1949
- väggmålningar i Åbo konserthus, 1952
- väggmålningar i Helsingfors universitets byggnad Porthania, 1960; första pris i Finska kulturfondens tävling
- altartavla i Södra Haga kyrka i Helsingfors, 1963[5]

### Uppslagsverk
- Miettinen, Olli i Uppslagsverket Finland (webbupplaga, 2012). CC-BY-SA 4.0